# Duży Okoń
Duży Okoń este o arie protejată (sit de importanță comunitară — SCI) din Polonia întinsă pe o suprafață de 21,51 ha, integral pe uscat.

## Localizare
Centrul sitului Duży Okoń este situat la coordonatele 53°43′20″N 17°25′41″E / 53.7222°N 17.428°E.

## Înființare
Situl Duży Okoń a fost declarat sit de importanță comunitară în octombrie 2009 pentru a proteja 1 specie de plante.

## Biodiversitate
Situată în ecoregiunea continentală, aria protejată conține 2 habitate naturale: Ape oligotrofe din câmpii nisipoase, cu un conținut foarte redus de minerale (Littorelletalia uniflorae), Mlaștini împădurite.
La baza desemnării sitului se află o specie protejată de  plante: Luronium natans.